# Gymnasium Lindenberg
Das Gymnasium Lindenberg ist ein naturwissenschaftlich-technologisches und sprachliches Gymnasium mit bilingualem Zug in der bayerischen Stadt Lindenberg im Allgäu.

## Ausbildungsrichtungen
Der Fremdsprachenunterricht beginnt in der 5. Jahrgangsstufe mit Englisch. In der 6. Jahrgangsstufe stehen wahlweise Französisch und Latein zur Verfügung.
Ab der 8. Jahrgangsstufe besteht im sprachlichen Zweig die Wahl zwischen Spanisch und Französisch (falls dies nicht bereits gewählt wurde) als dritte Fremdsprache. Im naturwissenschaftlich-technologischen Zweig gibt es anstatt der dritten Fremdsprache verstärkten Unterricht in den Fächern Chemie und Physik sowie zusätzlich das Fach Informatik ab der 9. Jahrgangsstufe.

## Besonderheiten
Die Schule bietet vielfältige Wahlkurse und Arbeitsgemeinschaften sowie ein breites Angebot für Singen, Chor und Musizieren bis zu Big Band und Klassischem Orchester. Unterrichtet werden auch Gastschüler aus dem Humboldtinstitut.
In verschiedenen Jahrgangsstufen werden Kennenlerntage, Skilager, Tage der Orientierung und Studienfahrten angeboten, dazu eintägige Exkursionen in allen Stufen. Im Rahmen des Fremdsprachenunterrichts und zur Begegnung mit Jugendlichen in anderen Ländern gibt es regelmäßig Austausche mit Partnerschulen in Frankreich, Spanien, Ungarn und den USA.

## Bekannte ehemalige Schüler
- Gottfried Döhler (* 1938), Physiker
- Werner Specht (* 1942), Maler, Zeichner, Grafiker, Mundartdichter, Komponist und Buchautor
- Wolfgang Hartung (1946–2025), Historiker
- Dieter Rucht (* 1946), Soziologe
- Günter Bentele (* 1948), Kommunikationswissenschaftler
- Thomas Elbert (* 1950), Neuropsychologe
- Bernhard Jott Keller (* 1950), Maler
- Stephan Huber (* 1952), Bildhauer, Objektkünstler
- Leo Hiemer (* 1954), Filmregisseur
- Günter Rudolph (* 1954), deutscher Ophthalmologe
- Eberhard Rotter (* 1954), Politiker
- Klaus Gietinger (* 1955), Filmregisseur
- Ulrich Netzer (* 1955), Präsident des Sparkassenverbandes Bayern, ehemaliger Oberbürgermeister von Kempten (Allgäu)
- Roger Epple, Dirigent
- Klaus Kugel (* 1959), Jazzmusiker
- Holly Fink (* 1964), Kameramann
- Christof Geiß, Mathematiker
- Kai Strittmatter (* 1965), Journalist, Autor
- Heike Allgayer (* 1969), Medizinerin
- Thomas Reichart (* 1971), Fernsehjournalist und Buchautor
- Jörg Steinleitner (* 1971), Schriftsteller, Bürgermeister
- Bernd Reichart (* 1974), Medienmanager
- Manuel Ochsenreiter (1976–2021), Journalist
- Alex Burkhard (* 1988), Slam-Poet, Autor, Kabarettist und Moderator